# ドンダン
座標: 北緯21度56分45秒 東経106度41分48秒 / 北緯21.94583度 東経106.69667度
ドンダン （ベトナム語：Thị trấn Đồng Đăng / 市鎮同登）はベトナム、ランソン省カオロック県に位置する市鎮である。

## 交通
ハノイ・ドンダン線の終点であるドンダン駅が存在し、中国側の湘桂線と接続している。国道1号線も経由する。中越間の三大陸路国境の一つである。

## 第二次世界大戦
第二次世界大戦開戦時には仏領インドシナ（仏印）の最北部であり、要塞が築かれていた。
1940年9月23日、仏印進駐を進める日本軍が国境を越えたため仏印軍との間で交戦が行われたが、同日中に日本軍はドンダンに進駐を果たした。